# José de Santo António
Frei José de Santo António (fl. 1750/1775) foi um religioso português da ordem da Província Franciscana de Arrábida  que foi primeiro organista e mestre de capela da Real Basílica de Mafra, assim como notário apostólico e examinador do Priorado do Crato.

## Biografia

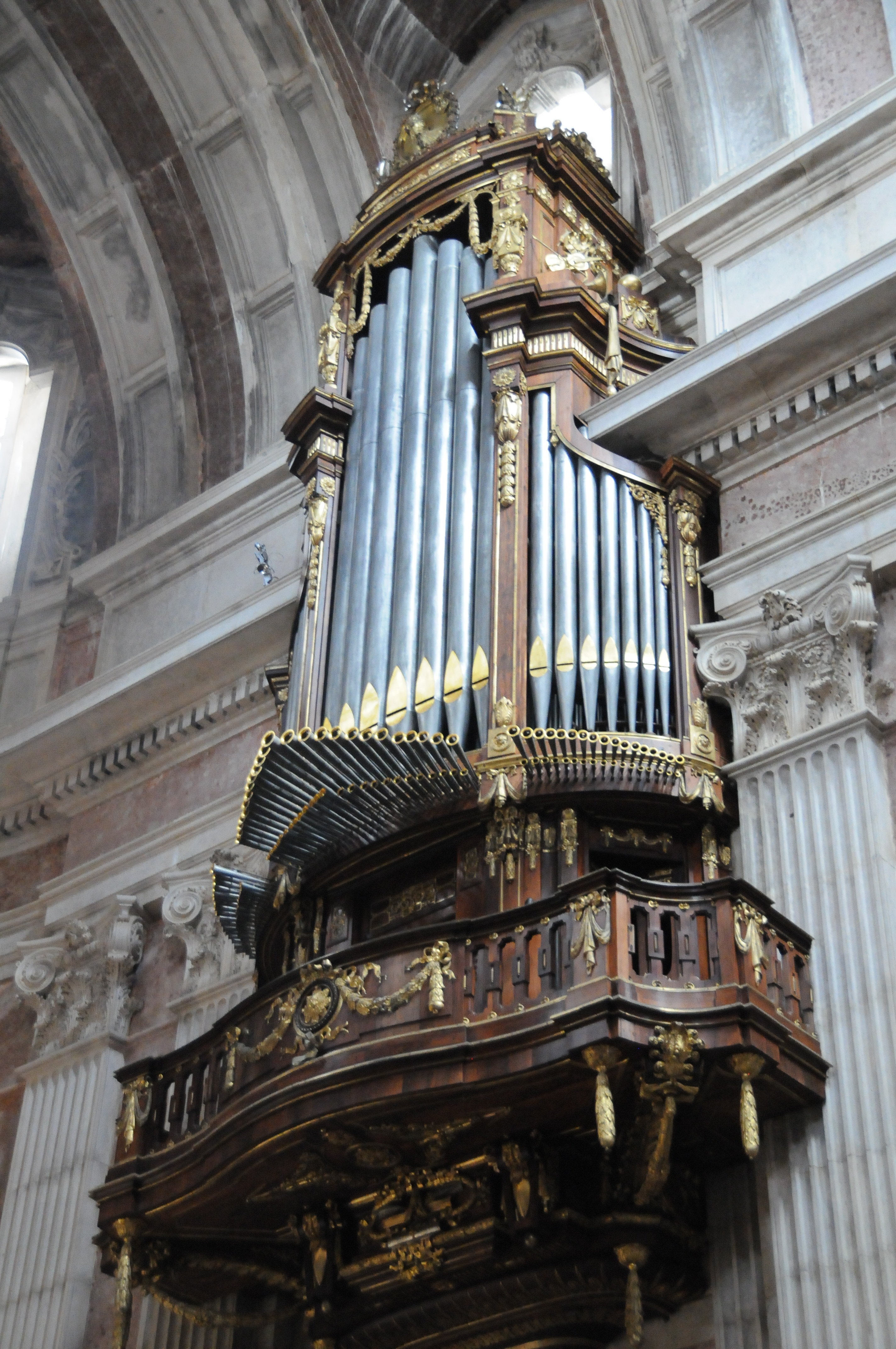
Órgão na Basílica de Mafra.

Os dados biográficos de Fr. José de Santo António são muito escassos. A sua atividade estendeu-se de 1750 a 1775, correspondendo ao conturbado reinado de D. José I. Entrou para a ordem da Província Franciscana de Arrábida, então baseada no Convento de Nossa Senhora e Santo António de Mafra. Acumulou os importantes cargos de primeiro organista e mestre de capela nesse mesmo convento, notário apostólico e examinador do Priorado do Crato.
Em 1761 publicou um livro por ordem real chamado “Acompanhamentos de missas, sequências, hinos e mais cantochão que é uso e costume acompanharem os órgãos da Real Basílica de Nossa Senhora e Santo António junto à Vila de Mafra”, da maior importância para a história da Música Portuguesa ao registar o cantochão em uso naquele importante templo, ao mesmo tempo documentando a utilização dos seis órgãos da basílica de Mafra (ainda o conjunto original de órgãos e não o conjunto monumental de seis órgãos só terminado em 1807). Um raro exemplar é preservado na Biblioteca Nacional de Portugal. Precisamente no mesmo ano foi publicado um folheto sob o pseudónimo Frazenio de Soyto Jenaton, um anagrama de “Frey Jozé de Santo António”, o que fez com que fosse acrescentado ao conjunto das suas obras por Inocêncio Francisco da Silva.

## Obras
- 1755 – Novena de N.ª Sr.ª do Rosário a 4 con violini, e basso. (manuscrito)[1]
- 1761 – Acompanhamentos de missas, sequencias, hymhos (sic), e mais cantochão, que he uso, e costume acompanharem os Orgaõs da Real Basilica de Nossa Senhora, e Santo Antonio, Junto á Villa de Mafra, com os transportes, e armonia, pelo modo mais conveniente, para o Côro da mesma Real Basilica. (Lisboa: Mosteiro de São Vicente de Fora).[2]
- 1761 – Elementos de Musica. (Lisboa: Oficina de António Vicente da Silva). (Atribuição incerta)[1]
- 1767 – “Te Deum laudamus” a 8vv, concertado (manuscrito).[1]
- (sem data) – “Christus factus est” a 4vv (manuscrito).[1]
- (sem data) – “O vos omnes” a 4vv (manuscrito).[1]